# Budești (okręg Bacău)
Budești – wieś w Rumunii, w okręgu Bacău, w gminie Plopana. W 2011 roku liczyła 525 mieszkańców.